# Халіма Азімова
Халіма Азімова (нар. 1937) — узбецька радянська доярка, депутат Верховної Ради СРСР.

## Біографія
Народився в 1937 році. Узбечка. Безпартійна. Освіта середня.
З 1952 року доярка і бавовняр, з 1960 року бригадир бавовняної бригади ім. Сабіра Рахімова Денауського району Сурхандар'їнської області.
Депутат Ради Національностей Верховної Ради СРСР 8-9 скликання (1970—1984) від Денауського виборчого округу № 112 Сурхандар'їнської області.